# سازمان راهداری و حمل‌ونقل جاده‌ای
سازمان راهداری و حمل‌ و نقل جاده‌ای یک سازمان دولتی وابسته به وزارت راه و شهرسازی است که حفظ و نگهداری شبکه راه‌ها و مدیریت حمل‌ونقل کالا و مسافر برون‌شهری و بین‌المللی را بر عهده دارد. مدیریت پایانه‌های مرزی نیز از وظایف این سازمان است.

## تاریخچه
با تصویب شورای‌عالی اداری در آبان ۱۳۷۳، وظایف حمل‌ونقل جاده‌ای از وزارت راه و ترابری جدا و در شرکت سهامی خاص پایانه‌های عمومی وسایل نقلیه باربری (بنیان‌گذاری‌شده در ۱۳۶۷) ادغام گردید و بدین ترتیب «سازمان حمل‌ونقل و پایانه‌های کشور» تشکیل شد. همچنین بر اساس این مصوبه، اساسنامه سازمان همان اساسنامه شرکت پایانه‌های عمومی وسایل نقلیه باربری (با اصلاحاتی) تعیین شد. سال ۱۳۷۶، نام این سازمان به «سازمان حمل‌ونقل جاده‌ای و پایانه‌ها» تغییر یافت.
طبق مصوبه شورای‌عالی اداری در تیر ۱۳۸۲، معاونت راهداری وزارت راه و ترابری به این سازمان منتقل شد و عنوان سازمان به «سازمان راهداری و حمل‌ونقل جاده‌ای» تغییر پیدا کرد. همچنین دبیرخانه «شورای‌عالی ترابری کشور» از این سازمان منتزع و به وزارت راه و ترابری منتقل شد. سپس در سال ۱۳۹۱، ساختار تشکیلاتی سازمان ابلاغ شد.

## ارکان سازمان
ارکان سازمان عبارتند از: مجمع عمومی، هیئت عامل، مدیرعامل و بازرس (حسابرس). اعضای مجمع عمومی به شرح زیر است:
- وزیر راه و شهرسازی (رئیس مجمع)
- وزیر امور اقتصادی و دارایی
- رئیس سازمان برنامه و بودجه کشور

مدیرعامل سازمان (رئیس سازمان) معاون وزیر راه و شهرسازی و رئیس هیئت عامل است.

## رئیسان سازمان
- محمد سعیدنژاد (۱۵ آبان ۱۳۷۳ تا ۱ مهر ۱۳۷۶)
- مسعود خوانساری (۲ مهر ۱۳۷۶ تا ۱۳ شهریور ۱۳۸۴)[۶]
- محمد بخارایی (۱۳ شهریور ۱۳۸۴ تا ۱۵ مهر ۱۳۸۷)[۷]
- شهریار افندی‌زاده (۱۵ مهر ۱۳۸۷ تا ۲۹ مهر ۱۳۹۲)[۸]
- داوود کشاورزیان (۲۹ مهر ۱۳۹۲ تا ۸ اسفند ۱۳۹۶)[۹]
- عبدالهاشم حسن‌نیا (۸ اسفند ۱۳۹۶ تا ۱۲ اسفند ۱۳۹۹)[۱۰]
- داریوش امانی (۱۲ اسفند ۱۳۹۹ تا ۳ آبان ۱۴۰۳)[۱۱]
- رضا اکبری (۳ آبان‌ ۱۴۰۳ تاکنون)